# Jair Marrufo
Jair Marrufo (El Paso, EUA, 7 de juny de 1977) és un àrbitre de futbol americà d'origen mexicà adscrit a la CONCACAF i la FIFA. Arbitra partits a la Major League Soccer des de 2002. És fill del també àrbitre mexicà Antonio Marrufo, que també era adscrit a la FIFA.
Marrufo és àrbitre de la MLS dels EUA des de 2002. El 2007 va entrar al comitè estatunidenc de la CONCACAF i de la FIFA. Ha arbitrat partits de la Copa de Nacions de l'OFC, dels Jocs Olímpics de 2008, de la Copa del Món de futbol sub17 (2009 i 2013), de la Copa d'Or de la CONCACAF (2009, 2011, 2013, 2015 i 2017), de la Copa América Centenario i de la Copa del Món de 2018.

## Premis
- MLS Referee of the Year Award: 2008[4]